# Apple M1 Pro
Il chip Apple M1 Pro è un systems-on-chip (SoC) progettato da Apple Inc. per i MacBook Pro e annunciato il 18 ottobre 2021 insieme all'Apple M1 Max.
Il chip è basato sull'architettura ARM ed è prodotto da TSMC con un processo di produzione a 5 nm.
Basato sull'Apple M1, il chip M1 Pro (oltre al suo "fratello maggiore" M1 Max) è il primo SoC sviluppato da Apple focalizzato per un uso professionale.

## Design

### CPU
Il chip M1 Pro utilizza il design "ARM big.LITTLE" con 8 core "Firestorm" (6 nella versione base) dedicati alle alte prestazioni (con un clock a 3228 MHz) e 2 core "Icestorm" incentrati sull'efficienza energetica (con un clock a 2064 MHz), fornendo un totale di 10 core.
Gli otto core ad alte prestazioni sono suddivisi in due cluster. Ogni cluster ad alte prestazioni condivide 12MB di cache L2, mentre i due core ad alta efficienza condividono 4MB di cache L2.
A livello di sistema la CPU è dotata di 24MB di cache (SLC).

### GPU
L'M1 Pro integra un'unità di elaborazione grafica (GPU) fino a 16 core progettata da Apple. Ogni core GPU è diviso in 16 Execution Units, ciascuna delle quali contiene otto Unità aritmetiche e logiche (ALU).

### NPU
Il SoC è inoltre dotato di una Unità di Processo Neurale (NPU) denominata "Neural Engine" a 16 core.

### SoC
L'M1 Pro ha tre controlli Thunderbolt 4, e un media engine che supporta l'encoding e il decoding ProRes.

### Memoria
Il chip M1 Pro possiede un'architettura di memoria unificata, ciò significa che tutti i componenti, come la CPU e la GPU, condividono la stessa memoria RAM. In particolare l'M1 Pro possiede una memoria SDRAM LPDDR5-6400 a 256-bit con 204GB/s di banda. Il chip è configurabile con una memoria da 16 o 32 GB.

### Altre caratteristiche
L'M1 Pro supporta due display 6K a 60Hz tramite Thunderbolt.

## Prodotti con M1 Pro
- MacBook Pro (14" e 16", 2021)